# Philippe Candeloro
 (mai 2025).
La mise en forme du texte ne suit pas les recommandations de Wikipédia : il faut le « wikifier ».
Les points d'amélioration suivants sont les cas les plus fréquents. Le détail des points à revoir est peut-être précisé sur la page de discussion.
- Les titres sont pré-formatés par le logiciel. Ils ne sont ni en capitales, ni en gras.
- Le texte ne doit pas être écrit en capitales (les noms de famille non plus), ni en gras, ni en italique, ni en « petit »…
- Le gras n'est utilisé que pour surligner le titre de l'article dans l'introduction, une seule fois.
- L'italique est rarement utilisé : mots en langue étrangère, titres d'œuvres, noms de bateaux, etc.
- Les citations ne sont pas en italique mais en corps de texte normal. Elles sont entourées par des guillemets français : « et ».
- Les listes à puces sont à éviter, des paragraphes rédigés étant largement préférés. Les tableaux sont à réserver à la présentation de données structurées (résultats, etc.).
- Les appels de note de bas de page (petits chiffres en exposant, introduits par l'outil «  Source ») sont à placer entre la fin de phrase et le point final[comme ça].
- Les liens internes (vers d'autres articles de Wikipédia) sont à choisir avec parcimonie. Créez des liens vers des articles approfondissant le sujet. Les termes génériques sans rapport avec le sujet sont à éviter, ainsi que les répétitions de liens vers un même terme.
- Les liens externes sont à placer uniquement dans une section « Liens externes », à la fin de l'article. Ces liens sont à choisir avec parcimonie suivant les règles définies. Si un lien sert de source à l'article, son insertion dans le texte est à faire par les notes de bas de page.
- La présentation des références doit suivre les conventions bibliographiques. Il est recommandé d'utiliser les modèles {{Ouvrage}}, {{Chapitre}}, {{Article}}, {{Lien web}} et/ou {{Bibliographie}}. Le mode d'édition visuel peut mettre en forme automatiquement les références.
- Insérer une infobox (cadre d'informations à droite) n'est pas obligatoire pour parachever la mise en page.

Pour une aide détaillée, merci de consulter Aide:Wikification.
Si vous pensez que ces points ont été résolus, vous pouvez retirer ce bandeau et améliorer la mise en forme d'un autre article.
 (décembre 2018).
Si vous disposez d'ouvrages ou d'articles de référence ou si vous connaissez des sites web de qualité traitant du thème abordé ici, merci de compléter l'article en donnant les références utiles à sa vérifiabilité et en les liant à la section « Notes et références ».
Philippe Candeloro, né le 17 février 1972 à Courbevoie (Hauts-de-Seine), est un patineur artistique français. Il a obtenu les médailles de bronze aux Jeux olympiques d'hiver de 1994 à Lillehammer et de 1998 à Nagano. Il est également devenu vice-champion du monde en 1994.
Il a inventé une série de sauts pieds-joints en avant ainsi qu'une pirouette sur les genoux qui porte son nom (Candeloro spin en anglais), et il a aussi réalisé le « back-flip ». Ces deux dernières figures sont aujourd'hui interdites en compétition amateur.

## Biographie

### Carrière sportive

#### Enfance
Philippe Candeloro a des origines modestes. Son père Luigi est maçon et sa mère Marie-Thérèse est chef-comptable. Il est d'origine italienne du côté paternel (Abruzzes). Il vit à Colombes en Île-de-France avec ses parents, sa sœur Marinelle et ses deux frères Alain et Laurent. Il découvre le patinage dans le cadre scolaire en 1979 à la patinoire de Colombes où officie André Brunet. Celui-ci repéra très vite l'aisance et le talent  de ce jeune garçon, et resta son entraîneur pendant toute sa carrière. La FFSG (Fédération française des sports de glace) lui proposa à dix ans d'intégrer l'Institut national du sport et de l'éducation physique (INSEP), mais Philippe refusa car il préférait privilégier sa bonne relation avec son entraîneur. Alors qu'il n'avait que seize ans lors des Jeux olympiques d'hiver de 1988 à Calgary, il fut choisi pour participer à la cérémonie de clôture.

#### Saison 1989/1990
C’est la première saison où Philippe Candeloro se fait connaître du grand public. Il participe pour la première fois au Trophée Lalique et y prend la septième place. Pour ses quatrièmes championnats du monde junior, il frôle le podium mais doit se contenter de la 4e position. Aux championnats de France à Annecy, il réussit à conquérir la médaille d'argent derrière Éric Millot, son grand rival pendant plusieurs années. Cette performance lui permet de participer à ses premiers championnats d'Europe à Leningrad en URSS. Il rentre directement dans le top 10 européen à une très encourageante 8e place. Il participe également à ses premiers championnats du monde "senior" en mars 1990 à Halifax et s’y classa 14e.

#### Saison 1990/1991
Natacha Dabbadie devient sa chorégraphe pour préparer au mieux les prochains Jeux olympiques. À l’automne, Philippe Candeloro participe pour la première fois au Skate America, puis au Trophée Lalique. Il se positionne respectivement 6e et 5e. Fin novembre/début décembre, il se présente pour la cinquième fois aux championnats du monde junior et espère enfin monter sur le podium, mais il ne peut que s'incliner à la 5e place. Aux championnats de France à Reims, il conserve son titre de vice-champion de France derrière son rival Éric Millot. Qualifié pour les championnats d'Europe à Sofia, il progresse dans le classement et prend la 5e position, juste derrière Éric Millot. La France ne pouvant envoyer qu’un seul représentant masculin aux championnats du monde de mars 1991 à Munich, Philippe ne peut pas y participer.

#### Saison 1991/1992
Philippe Candeloro prépare sa nouvelle saison avec en ligne de mire les Jeux olympiques d'hiver de février 1992 organisés en France à Albertville. Il choisit de patiner son programme libre sur la musique du film Conan le Barbare de Basil Poledouris. Mais la saison va mal commencer, car il est victime d'un accident de moto qui va freiner sa préparation. Un mois après son accident, il va connaître, selon lui, une injustice aux championnats de France organisés à Colombes. En effet, après une compétition très serrée, il va perdre une place sur le podium et n'obtenir que la médaille de bronze, ce qui équivaut à une non-qualification pour les Jeux. Philippe Candeloro estime être victime d'une machination et pense que Nicolas Pétorin, qui vient d'obtenir la médaille d'argent, a été soutenu par la fédération. C'est pourtant Éric Millot et Nicolas Pétorin qui iront aux Jeux. Philippe vit très mal cette épreuve qui le prive des championnats d'Europe à Lausanne en janvier et des Jeux olympiques en février, d'autant plus qu'il avait eu de bons résultats la saison passée. La fédération l'envoie toutefois aux championnats du monde de mars 1992 à Oakland, accompagné de son compatriote Axel Médéric, et il entrera dans le top 10 mondial en prenant la 9e place. Le public américain, impressionné par ce talentueux français, lui fera même une ovation.

#### Saison 1992/1993
Philippe Candeloro fait le choix de conserver son programme libre sur la musique de Conan le Barbare puis se rend à trois compétitions automnales où il est en constante progression: 5e au Skate America en octobre, 4e au Trophée Lalique en novembre, et finalement 1er du Trophée NHK en décembre. Aux championnats de France à Grenoble, il remonte sur la 2e marche du podium derrière Éric Millot. Il réussit à devancer pour la première fois son compatriote lors des championnats d'Europe à Helsinki, où il remporte la médaille d'argent derrière l'ukrainien Dmytro Dmytrenko et devant Éric Millot qui a la médaille de bronze. Aux championnats du monde de mars 1993 à Prague, Candeloro continue sa progression mondiale et se rapproche du podium en se classant 5e. Après cette saison pleinement réussie, on attend une confirmation des résultats la saison suivante.

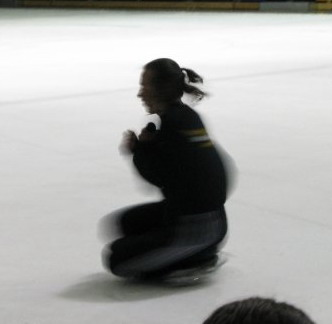
La pirouette Candeloro, une pirouette se terminant sur les genoux.

#### Saison 1993/1994
Une nouvelle saison olympique s’ouvre à la suite du choix qu'a fait le CIO (Comité international olympique) en 1986 d'alterner les jeux d'été et les jeux d'hiver. Cette fois, Philippe Candeloro ne veut pas rater sa sélection pour les jeux. Il présente un programme libre sur la musique du film Le Parrain de Nino Rota. Aux compétitions d'automne, il ne fait que progresser dans les classements. Il se glisse pour la première fois dans la peau du jeune Corleone au Skate America en octobre où il déclenche l'hystérie des texans. Il s'y classe 5e et le mois suivant, au Trophée Lalique, il est 2e. Puis il remporte le Trophée NHK en décembre pour la deuxième fois consécutive, devant un public chaleureux, ce qui oblige le français à étendre son fan club au Japon. Aux championnats de France à Rouen, il réussit à devenir champion de France en battant, pour la première fois à ces championnats, le quadruple champion Éric Millot. En janvier a lieu la dernière compétition pour tester les programmes avant les Jeux. Ce sont les championnats d'Europe à Copenhague où il connaît une contre-performance en ne réitérant pas son exploit de la saison passée. Comme il ne se classe que 5e, les pronostics pour les Jeux ne vont pas être en sa faveur. Néanmoins, Philippe Candeloro arrive aux Jeux olympiques d'hiver de février 1994 à Lillehammer, grâce à son titre de champion de France. Avec son statut d'outsider, il réussit un programme technique quasi parfait (en dehors d'une chute sur son dernier saut) dans le libre avec sa pirouette finale sur les genoux. Malgré la présence du quadruple champion du monde Kurt Browning, et du retour de patineurs professionnels tels que Viktor Petrenko et Brian Boitano, il réussit l'exploit de surprendre tout le monde en obtenant la médaille de bronze derrière le russe Aleksey Urmanov et le canadien Elvis Stojko. Et il réussit à séduire les juges et le public norvégien avec son programme sur la musique du Parrain. Il confirme cette excellente prestation aux championnats du monde de mars 1994 à Chiba, au Japon, en devenant vice-champion du monde derrière Elvis Stojko, en réalisant notamment une combinaison triple axel/triple boucle piqué dans le libre. Cette médaille restera sa meilleure performance à un championnat du monde.

#### Saison 1994/1995
Après une saison olympique réussie, Philippe Candeloro décide de poursuivre sa carrière amateur jusqu'aux Jeux olympiques suivants. Il souhaite conserver le thème du Parrain pour son programme libre mais en le faisant vieillir avec un pantalon à rayures et du blush blanc dans les cheveux ! Il commence sa saison par les podiums du Skate America (2e), du Trophée de France qu'il remporte, et du Trophée NHK (2e). Aux championnats de France à Bordeaux, il conserve la médaille d'or pour la deuxième fois consécutive. Mais aux championnats d'Europe de janvier à Dortmund, il ne prend que la 4e place. Son Parrain vieillissant commence, semble-t-il, à lasser les juges et le public. Après trois semaines d'entraînements intenses à Font-Romeu, le patineur français arrive aux championnats du monde de mars 1995 à Birmingham avec un peu d'appréhension. Pour la dernière fois où il patine sur le Parrain, il ne craque cependant pas et réussit à se maintenir sur le podium mondial, remportant la médaille de bronze derrière le canadien Elvis Stojko et l'américain Todd Eldredge. Philippe Candeloro dira qu'il a cherché à se décontracter avant sa prestation et qu'il a pensé à sa chorégraphe Natacha Dabbadie, restée à l'hôtel dans son fauteuil roulant à cause d'une sciatique.

#### Saison 1995/1996
Changement de registre après deux saisons sur le Parrain, Philippe Candeloro fait le pari audacieux d'un thème humoristique avec le héros de bande dessinée Lucky Luke, sur les musiques de la série télévisée Les Mystères de l'Ouest de Richard Markowitz et du film Le Bon, la Brute et le Truand de Ennio Morricone. Le tout est accompagné de beuglements et de hennissements ! De plus, au début du programme, il se cache sous la balustrade des juges! Cette saison est la première où est organisé le Grand Prix ISU. Pourtant, Candeloro ne va patiner qu'à une seule épreuve de celui-ci, le Trophée NHK, pour y tester son "Lucky Luke". Il y gagne la médaille de bronze, juste avant les championnats de France à Albertville où il conserve son titre pour la troisième fois consécutive. Aux championnats d'Europe de janvier 1996 à Sofia, il ne prend qu'une décevante 5e place. Et lors des championnats du monde de mars 1996 à Edmonton, Philippe Candeloro souffre d'une blessure à la cheville et s'effondre à la 17e place après le programme court. Le fait de se classer 7e du libre lui permet de remonter à la 9e place mondiale, alors qu'il avait eu la médaille d'argent deux ans plus tôt et la médaille de bronze l'année précédente. Son programme basé sur Lucky Luke n'a pas porté chance au patineur qui n'obtient aucune médaille dans ce grand championnat international, les juges trouvant sa tenue plus appropriée à des galas qu'à des compétitions ! Néanmoins, son cow-boy solitaire lui a permis de gagner encore plus de popularité auprès de ses fans dans le monde entier. Dès son retour en France, après les championnats du monde au Canada, il subit une opération chirurgicale à la cheville droite à l'hôpital Foch à Suresnes.

#### Saison 1996/1997
Philippe Candeloro revient métamorphosé pour cette nouvelle saison qui commence, avec un programme libre sur Napoléon Ier. C'est au cours de son séjour à l'hôpital qu'il a eu l'idée de se mettre dans la peau de l'empereur. À la suite de conflits d'intérêts, il décide de quitter sa chorégraphe, Natacha Dabbadie, et choisit de travailler avec Shanti Ruchpaul. De plus, la rééducation de sa cheville est longue et laborieuse. Tout ceci provoque un retard dans la préparation du patineur français, ce qui ne lui permet de se présenter en décembre qu'à une seule compétition du grand-prix, le traditionnel Trophée NHK où il n'obtient qu'une très décevante 7e place. Quelques jours plus tard, aux championnats de France à Amiens, il réussit néanmoins à conserver son titre pour la quatrième année consécutive. Ce sera le dernier. En janvier, lors des championnats d'Europe organisés en France à Paris, il va reconquérir la médaille d'argent (qu'il avait déjà obtenu en 1993), derrière Aleksey Urmanov mais après plusieurs rebondissements. Tout d'abord, la musique de son programme libre s'arrête au bout de vingt secondes ! Il doit alors reprendre sa concentration et recommencer. À la fin de sa prestation, content de sa performance, il apprend qu'il n'obtient que la cinquième place provisoire. Il quitte alors le kiss and cry très en colère contre les juges ! Mais il reste encore le passage du dernier patineur, l'allemand Andrejs Vlascenko qui, en s'intercalant dans le classement, va faire remonter Candeloro à la deuxième place ! Après ces championnats, on attend que ce dernier confirme cette bonne performance aux championnats du monde de mars 1997 à Lausanne, mais il doit y déclarer forfait à cause d'une nouvelle douleur à sa cheville droite.

#### Saison 1997/1998
Philippe Candeloro patine son programme libre sur le thème de D'Artagnan sur une musique de Maxime Rodriguez. C'est dans l'émission Super Mecs de Patrick Sébastien qu'il a l'idée de ce programme, après s'être déguisé en mousquetaire. À partir d'octobre 1997, il va travailler avec un nouveau chorégraphe, Joseph Arena, qui va lui donner confiance par un travail très minutieux du programme. Cependant, il décide de patiner les compétitions automnales sur son ancien programme de Napoléon, à la Coupe des Nations (4e) puis au Trophée Lalique (2e). Il souhaite ensuite mettre en scène en deux phases la présentation de son nouveau programme long sur le thème du mousquetaire du roi. Il se fait d'abord filmer à la patinoire de d'Asnières-sur-Seine par Canal+, pour une prestation télévisuelle en différé qui permettra de faire connaître son programme aux téléspectateurs français.. Ensuite, il demande l'accord du président de la fédération japonaise pour présenter son programme lors du gala de clôture du Trophée NHK. Une fois l'accord obtenu, il se rend sur la patinoire de Nagano fin novembre pour cette première représentation de D'Artagnan. Deux semaines plus tard, fatigué par ce début de saison, il attrape une grippe lors des championnats de France à Besançon, ce qui ne lui permet pas de faire mieux que 3e du programme court. Pour éviter un désastre, il décide d'abandonner la compétition pour la première fois de sa carrière. Il laisse échapper, en faveur du nouveau champion de France Thierry Cérez, ce qui aurait dû sans doute être son cinquième titre national. En janvier 1998 s'ouvre la dernière grande compétition pour tester les programmes avant les Jeux. Ce sont les championnats d'Europe organisés à Milan. Mais la fédération ne souhaite pas le sélectionner, préférant qu'il se repose avant de partir pour le Japon. Philippe Candeloro n'accepte pas cette décision et fait appel au ministre des sports Marie-George Buffet pour qu'elle intervienne en sa faveur. La fédération est obligée de céder et le patineur prend la route de la Lombardie. Alors qu'il est 9e du programme court, la première compétition de son nouveau programme libre lui permet de se classer 3e et de remonter à la 5e place du général. Celle-ci lui suffit pour partir au Japon et être le porte-drapeau de la délégation française lors de la cérémonie d'ouverture des Jeux olympiques d’hiver de Nagano. Après la contre-performance européenne, personne ne l'attend sur le podium olympique. Se classant 5e à l’issue du programme court, il réagit lors du programme libre en réalisant tous ses sauts et en patinant une magnifique séquence de pas en diagonale mimant un duel. Second de ce libre, il conquiert finalement la médaille de bronze, comme quatre ans plus tôt à Lillehammer, derrière le russe Ilia Kulik et le canadien Elvis Stojko. Philippe Candeloro termine ainsi en beauté sa carrière amateur, devant un public japonais enthousiaste. Il décide de passer professionnel après les Jeux, sans participer aux championnats du monde de mars 1998 à Minneapolis.

### Reconversion

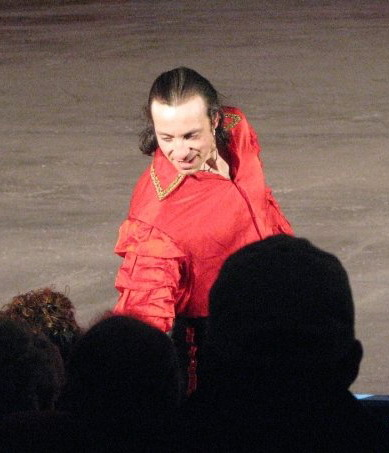
Philippe Candeloro.

#### Patinage professionnel
- Devenu professionnel après les Jeux olympiques d'hiver de Nagano en février 1998, Philippe Candeloro participe aux championnats professionnels. Il remportera le titre mondial professionnel en 2000, un titre qu'il n'a jamais obtenu chez les amateurs.

- Il met également en place sa propre tournée européenne pour pouvoir patiner en France et monte les spectacles suivants: Le Candel'Euro Tour (la toute première de cette édition se déroulera dans les arènes de Nîmes en plein été) en collaboration avec Christian Serrano, ainsi que la Belle et la Bête, Robin des Bois ou Alice au pays des merveilles. Parallèlement il participe à d'autres tournées en France et à l'étranger, notamment aux États-Unis où il passe beaucoup de temps. En 2004/2005, il participe à la célèbre tournée Holiday on Ice et il anime aussi deux inaugurations à la patinoire de Rochefort-sur-Mer.

- Le 19 avril 2006, la patinoire de plein air Philippe Candeloro est inaugurée à Valloire en Pays de Savoie[2], par Philippe Candeloro lui-même lors d'un spectacle avec sa troupe intitulé Ice Candel'Art. C'est la première patinoire  de France à porter le nom d'un patineur célèbre.

- En 2008/2009, il fait sa tournée d'adieu au monde du patinage, appelée « Hello & Goodbye », en France et à l'étranger. Il déclare sur le site de son spectacle: "Je souhaitais, dix ans après ma dernière médaille olympique de Nagano, réaliser un "Incroyable Spectacle d'Adieu", au travers des personnes qui ont marqué ma carrière. Je vous souhaite un très bon moment en compagnie de tous les artistes qui m'accompagnent". Cette tournée est avant tout bien sûr un spectacle de patinage artistique, mais pas seulement. Elle associe également des cascades, du cirque, des comédies musicales et retrace sa carrière en différents tableaux : Le Parrain, Lucky Luke, D'Artagnan et d'autres personnages qu'il a joués au cours de ses anciens galas et compétitions comme William Wallace incarné par Mel Gibson dans Braveheart, Austin Powers, Rocky, Tony Manero incarné par John Travolta dans Saturday Night Fever, etc. Cette tournée est finalement annulée à la suite d'une escroquerie financière, et Philippe Candeloro se tourne alors vers le spectacle d'Holiday on Ice.

- En 2012, il incarne le rôle de Sir Phileas Fogg, le personnage principal de l'œuvre de Jules Verne intitulée Le Tour du monde en quatre-vingts jours dont les textes ont été réadaptés dans un nouveau concept de spectacle « comédie sur glace », mélange de théâtre et de ballets sur glace naturelle ou synthétique.

#### Télévision

##### Consultant sportif
Philippe Candeloro fait ses débuts de consultant sportif sur France Télévisions lors du Trophée de France en novembre 2005, en compagnie de Nelson Monfort et Annick Dumont, avant de l'être régulièrement (quand il n'est pas en tournée) à partir des Jeux olympiques d'hiver de Turin en février 2006.
En février 2014, il commente les Jeux olympiques d'hiver à Sotchi (Russie) pour France Télévisions avec Nelson Monfort. La prestation du tandem durant ces jeux, jugée « sexiste », a donné lieu à une polémique. À la suite des commentaires tenus par Philippe Candeloro, le CSA a adressé une « mise en garde » à France Télévisions pour des propos « de nature à refléter des préjugés sexistes ».
Il est de nouveau consultant pour France Télévisions pour les Jeux olympiques de PyeongChang en 2018.

##### Animateur
- 2005-2023 : sur France Télévisions : consultant sportif et commentateur de patinage artistique avec Nelson Monfort (et Annick Dumont)
- 2006 : Le grand show de la glace, divertissement sur TF1 : animateur avec Flavie Flament
- 2009 :  Intervilles avec Nelson Monfort, aux côtés de Nathalie Simon et d'Olivier Alleman sur France 3
- 2010 :  Les Givrés sur la chaîne Comédie !
- 2013 :  Les Crazy Games à la neige sur Gulli avec Anne-Gaëlle Riccio
- 2015 :  Lauriers TV Awards 2015  sur Star 24  avec Tatiana-Laurens Delarue
- Depuis 2021 : Candeloro et sa bande de givrés sur Ice Radio

##### Chroniqueur
- 2007 : Pourquoi les manchots n'ont-ils pas froid aux pieds ? sur France 2
- 2013-2014 : Les Grosses Têtes sur RTL
- 2017 : AcTualiTy sur France 2
- 2023 : TPMP People sur C8

##### Participant
- 1997 : Fort Boyard sur France 2
- 2004 : Zone rouge sur TF1
- 2004 : Ma nounou est une célébrité (M6)
- 2005 : La Ferme Célébrités (saison 2) sur TF1
- 2008 : N'oubliez pas les paroles ! sur France 2
- 2009 : Chante... si tu peux sur Virgin 17
- 2009 : Le Grand Quiz du cerveau sur TF1
- 2011 : Danse avec les stars 2 sur TF1
- 2011 : Sosie ! Or Not Sosie ? (TF1)
- 2012 : Un dîner presque parfait sur M6
- 2012 : Danse avec les stars fête Noël sur TF1
- 2012 : Tout le monde aime la France sur TF1
- 2013 : La maison du bluff 3 sur NRJ 12
- 2013 : Ice Show sur M6
- 2014 : Qu'est-ce que je sais vraiment ? (M6)
- 2014 et 2016 : L'Œuf ou la Poule ? sur D8
- 2015 : Le Grand Match des années 80 sur D8
- 2015 : Le Maillon faible sur D8
- 2015 et 2017 : Le Grand Blind Test sur TF1
- 2015 : L'Académie des neuf sur NRJ12
- 2016 : Le meilleur pâtissier sur M6
- 2016 : SuperKids  (M6 puis W9)
- 2017 : Tout le monde a son mot à dire sur France 2
- 2017 : Danse avec les stars : Le grand show sur TF1
- 2018 : Perdus au milieu de nulle part sur W9
- 2018 : Strike sur C8
- 2019 : Norbert commis d'office sur 6ter
- 2020 : Stars à  nu sur TF1
- 2020 : Boyard Land sur France 2
- 2023 : Le Grand Concours sur TF1 : candidat
- 2024 : Saison 7 du Meilleur Pâtissier, spécial célébrités dur Gulli
- 2025 : Saison 7 de Mask Singer sur TF1

Le 9 août 1997, il participe au jeu Fort Boyard sur France 2. Il est le capitaine d'une équipe composée de Gwendal Peizerat, Sarah Abitbol, Stéphane Bernadis, Laëtitia Hubert et Jacques Dechoux, jouant en faveur de l'association Horizons.
Philippe Candeloro a participé comme candidat à plusieurs jeux télévisés : Qui est qui présenté par Marie-Ange Nardi sur France 2, Questions pour un champion sur France 3 (notamment en 2005 dans une spéciale candidature de Paris pour les Jeux olympiques de 2012, avec comme candidats de nombreux athlètes en activité ou retraités), Un contre cent sur TF1, etc. Il a également été invité dans l'émission de divertissement de France 3 Village départ présentée en direct par Laurent Luyat et diffusée avant la retransmission de l'étape du jour du Tour de France.
En mai-juin 2005, il participe à l'émission de téléréalité La Ferme Célébrités 2 sur TF1, pendant deux semaines, en tant qu'invité et non en tant que candidat. Le 2e invité est Pierre Palmade.
Le 1er janvier 2008, Philippe Candeloro et Nelson Monfort participent au jeu N'oubliez pas les paroles sur France 2. Ils font partie des binômes jouant pour la Fondation pour la recherche médicale.
En 2009, sur la chaîne Virgin 17, il est membre du jury avec Francis Lalanne et Ève Angeli de l'émision Chante... si tu peux présentée par Bruno Guillon.
Du  8 octobre 2011 au 19 novembre 2011, il participe à la deuxième saison de l'émission Danse avec les stars sur TF1, aux côtés de la danseuse Candice Pascal, et termine deuxième de la compétition. Le 22 décembre 2012, il participe, le temps d'une soirée, à l'émission spéciale « Danse avec les stars ».
Le 19 mai 2012, il participe à l'émission de TF1 Tous ensemble présentée par Marc-Emmanuel.
Au printemps 2013, il fait une apparition dans la saison 3 de l'émission consacrée au poker La Maison du bluff sur NRJ 12 tout comme Élodie Gossuin.
Le 28 juin 2013 sur TF1, il joue dans le prime-time Nos chers voisins fêtent l'été de la série Nos chers voisins. Il y incarne un commercial naïf.
Il participe du 27 novembre 2013 au 18 décembre 2013 à l'émission de M6, Ice Show présenté par Stéphane Rotenberg. Il est pour cette émission le coach de deux célébrités candidates : l'ancien coureur cycliste Richard Virenque et la chanteuse Kenza Farah.
Il participe au quiz de D8 Le Grand Match des années 80 présenté par Julien Courbet et diffusé en première partie de soirée le 25 février 2015. Il est candidat dans l'équipe « pile » aux côtés de Véronique Genest, Nathalie Marquay, Évelyne Leclercq, Bernard Minet, Phil Barney, Chantal Goya, opposée à l'équipe « face » composée de Éric Morena, Caroline Loeb, Véronique de Villèle, Évelyne Leclercq, Douchka Esposito, Sophie Favier et Bernard Montiel.
Début mars 2015, il participe au tournage de Dropped en Argentine, interrompu à la suite de l'accident d'hélicoptère de Villa Castelli, survenu le 9 mars.

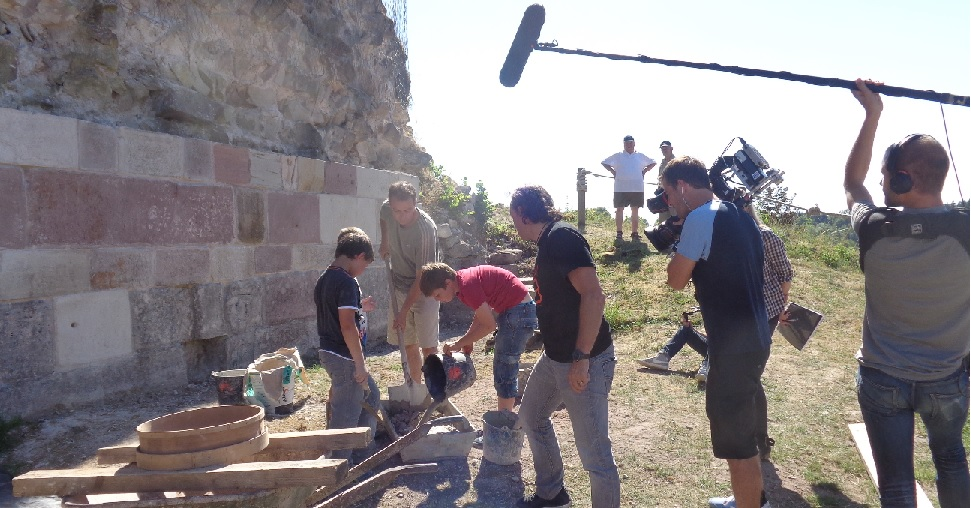
Sauvons nos trésors 2015

En juillet 2015 il est le parrain de l'association des Amis du Vieux Fontenoy pour le tournage de l'émission de France 2, Sauvons nos trésors sur le site du plus vieux donjon de Lorraine le Château de Fontenoy-le-Château.
En 2016 il participe à la saison 1 du Meilleur Pâtissier, spécial célébrités sur M6
En février 2017, il apparaît dans Chasseurs d'appart : le choc des champions, où il aide sa nièce à trouver son premier achat immobilier dans la finale de la ville de Bordeaux.
En 2020, il participe à l'émission Stars à nu sur TF1 présentée par Alessandra Sublet, aux côtés d'Olivier Delacroix, Alexandre Devoise, Baptiste Giabiconi, Bruno Guillon, Satya Oblette et Franck Sémonin. La chorégraphie finale est signée par Chris Marques.
En mai 2025, il participe à Mask Singer sous le costume du Fraisier sur TF1

### Filmographie

#### Cinéma
- En 2001, il apparaît dans le film Philosophale de Farid Fedjer.

- En 2017, il apparaît dans le film La deuxième étoile[8].

#### Séries télévisées
- En 2012, Philippe Candeloro interprète son propre personnage dans l'épisode « Les Hominidés font du ski » de la série animée Silex and the city sur Arte.
- Il a également interprété son propre personnage dans Le Patineur, l'épisode n°21 de la saison n°2 de Miraculous, les aventures de Ladybug et Chat Noir.
- 2019 : Mongeville (saison 6, épisode 3 : Remous en thalasso) : Cyril Meynard
- 2021 : Joséphine, ange gardien, épisode Les Patins de l'espoir : lui-même

### Radio
De septembre 2013 à juin 2014, il est panéliste-chroniqueur dans l'émission radiophonique Les Grosses Têtes de Philippe Bouvard sur RTL.

### Ambassadeur
Depuis 2019, Philippe Candeloro est l'ambassadeur du logiciel de gestion de facturation pour les artisans du BTP : Mediabat . De ce fait, il participe au tournage d'une web série événement mettant en scène un championnat de logiciels.

### Vie privée
En 1991, à la patinoire de Colombes, sa chorégraphe Natacha Dabbadie lui présente Olivia Darmon, une chorégraphe de patinage artistique qui deviendra sa future femme. Ils commencent leur liaison après un rendez-vous au pied de l’Arc de Triomphe à Paris, le 2 octobre 1992, et celle-ci restera secrète jusqu’aux Jeux olympiques de Lillehammer en février 1994. Philippe Candeloro fait sa demande en mariage en cachant dans une patinoire une bague que sa future femme devait trouver avec un pic à glace. Ils se marient le 18 septembre 1998 civilement, et le lendemain religieusement de façon un peu singulière. En effet, la cérémonie a lieu sur la patinoire du palais omnisports de Paris-Bercy, avec six-cents invités. Quelques jours avant la cérémonie, il dit : « Je n’ai pas voulu que le prêtre chausse les patins car il faut tout de même être sérieux. Seuls Olivia et moi, plus nos témoins, trois pour chacun, serons en patins. Une façon de dire merci avec humour au patinage. Mais pas question de faire un show. » Ils partent ensuite en voyage de noces en Polynésie française. Depuis leur mariage, ils ont agrandi la famille de trois filles : Luna (née le 1er avril 2000), Maya (née le 4 juin 2002) et Talia (née le 28 février 2006).
Philippe Candeloro a toujours été proche de son père Luigi, avec lequel il avait choisi de rester dans la maison familiale lorsque ses parents se sont séparés. C’est donc très naturellement qu'il a été très touché par le décès de ce dernier en mai 2002. La naissance de sa fille Maya une semaine après lui a permis de surmonter cette épreuve.
Philippe Candeloro parle le français, l'anglais et l'italien.

## Engagements

### Engagement associatif
En 2006, il pose nu avec d'autres champions tels que les judokas Larbi Benboudaoud et Julien Soyer, Pascal Gentil (taekwondo), Samuel Vallée (nunchaku) en faveur de l'association Les Étoiles de l'Espoir.
Le 16 février 2015, il anime à Chartres, une soirée caritative en faveur de l'association Nos Anges qui lutte contre les maladies génétiques orphelines.
En 2016, il parraine l'association Coucou Nous Voilou en faveur des enfants malades.
En 2014, il fonde avec son ami Franck Nicolas, ancien membre de l'équipe de bobsleigh de Monaco, le Skating-club de Monaco pour promouvoir le patinage en Principauté.

### Engagement non associatif
Il a tourné dans une vidéo promotionnelle de Time for the Planet, qui soutient l'entrepreneuriat au service de l'urgence climatique : Philippe Candeloro, for the Planet - Pub TV.

## Palmarès
| Compétition                         | 1986    | 1987    | 1988    | 1989    | 1990    | 1991    | 1992    | 1993    | 1994    | 1995    | 1996    | 1997    | 1998    |  |
| Jeux olympiques d'hiver             |         |         |         |         |         |         |         |         | 3e      |         |         |         | 3e      |  |
| Championnats du monde               |         |         |         |         | 14e     |         | 9e      | 5e      | 2e      | 3e      | 9e      | F       |         |  |
| Championnats d’Europe               |         |         |         |         | 8e      | 5e      |         | 2e      | 5e      | 4e      | 5e      | 2e      | 5e      |  |
| Championnats de France              |         |         |         | 4e      | 2e      | 2e      | 3e      | 2e      | 1er     | 1er     | 1er     | 1er     | A       |  |
| Championnats du monde juniors       | 13e     |         | 7e      | 10e     | 4e      | 5e      |         |         |         |         |         |         |         |  |
|                                     |         |         |         |         |         |         |         |         |         |         |         |         |         |  |
| Grand Prix ISU                      | 1985/86 | 1986/87 | 1987/88 | 1988/89 | 1989/90 | 1990/91 | 1991/92 | 1992/93 | 1993/94 | 1994/95 | 1995/96 | 1996/97 | 1997/98 |  |
| Skate America                       |         |         |         |         |         | 6e      |         | 5e      | 5e      | 2e      |         |         |         |  |
| Coupe d'Allemagne                   |         |         |         |         |         |         |         |         |         |         |         |         | 4e      |  |
| Trophée de France                   |         |         |         |         | 7e      | 5e      |         | 4e      | 2e      | 1er     |         |         | 2e      |  |
| Trophée NHK                         |         |         |         |         |         |         |         | 1er     | 1er     | 2e      | 3e      | 7e      |         |  |
| Légende : F = Forfait ; A = Abandon |         |         |         |         |         |         |         |         |         |         |         |         |         |  |

## Livres
- 1995 : Candeloro prince de la glace, éditions Hachette Carrère
- 1998 : Mon sport, ma passion le patinage, Livre souvenir, éditions Lucath Concept (avec la participation de Catherine Iglésias)
- 2005 : Candel, rebelle et fidèle, Ellébore éditions (avec la participation d'Alain Leblond)
- 2007 : Apprenti reporter, éditions Jungle
- 2016 : Le pic à glace, avec Serge Filippini, éditions l'Archipel